# Thomas Gerstner
Thomas Gerstner (* 6. November 1966 in Worms) ist ein deutscher Fußballtrainer und ehemaliger Fußballspieler auf der Position eines Mittelfeldspielers.

## Aktive Laufbahn
Gerstner spielte überwiegend in der 2. Bundesliga. In der Saison 1989/90 spielte er für den FC 08 Homburg in der 1. Bundesliga, in der er am 22. August 1989 gegen den FC St. Pauli in der 88. Minute mit dem Treffer zum 1:1-Endstand sein einziges Erstligator schoss. Es folgten drei Jahre beim Zweitligisten VfB Oldenburg, mit dem ihm in der Saison 1991/92 fast erneut der Aufstieg in die erste Liga gelang. 1987 nahm Gerstner mit der Bundeswehr-Nationalmannschaft an der Militär-Weltmeisterschaft in Italien teil und belegte den zweiten Rang.

## Trainerzeit
Gegen Ende seiner Spielerzeit war er 1998/99 Spielertrainer beim Zweitligisten FC Carl Zeiss Jena. Nach seiner aktiven Laufbahn trainierte er vom 1. Oktober 2002 bis 30. Juni 2003 den SV Straelen.
Von August 2006 bis Juni 2007 war er beim Oberligisten FC Schönberg 95. Danach wurde er Co-Trainer unter Franco Foda beim österreichischen Bundesligisten SK Sturm Graz. Vom 24. Juni 2009 bis 11. März 2010 war Gerstner Cheftrainer beim Bundesliga-Absteiger Arminia Bielefeld in der Zweiten Liga.
Am 28. Februar 2011 trat Gerstner die Nachfolge von Wolfgang Wolf als Trainer des Drittligisten Kickers Offenbach an. Dort wurde er bereits zwei Monate später, am 30. April 2011, nach einer 0:2-Heimniederlage gegen Jena am drittletzten Spieltag wieder entlassen, nachdem der OFC vom Relegationsplatz verdrängt worden war.
Vom 1. Mai 2017 bis zum Jahresende war Gerstner Nationaltrainer der nordkoreanischen U19-Frauen-Nationalmannschaft, mit der er sich für die U20-WM in Papua-Neuguinea qualifizierte, ehe er im Februar 2018 die Nachfolge von Christian Franz-Pohlmann beim Frauen-Bundesligisten MSV Duisburg antrat. Gerstner verließ den MSV 2021 nach dessen Abstieg. Im November 2021 übernahm er den Trainerposten beim West-Regionalligisten SV Straelen.
Im April 2023 übernahm Gerstner erneut die Frauen des MSV Duisburg. Im Sommer 2024 endet seine Tätigkeit dort zum zweiten Mal. Zur Saison 2025/26 übernimmt Gerstner das Amt des Co-Trainers und Sportlichen Leiters bei der SGS Essen.

## Persönliches
Im Februar 1992 war er nahe Osnabrück in einen Verkehrsunfall verwickelt, bei dem seine Frau und sein Sohn ums Leben kamen. Gerstner und seine Tochter überlebten verletzt. Gerstner ist mit der Malerin Heidi Gerstner verheiratet, die in Düsseldorf eine Galerie leitet.